# Carlos II de Brunsvique

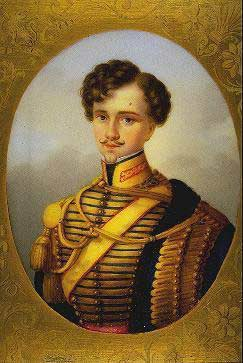
Carlos II de Brunsvique

Carlos II de Brunsvique - Karl Este-Welf  (Brunsvique, 30 de outubro de 1804 - Genebra, 19 de agosto de 1873) foi duque de Brunsvique entre 1815 e 1830.

## Biografia
Filho de Frederico Guilherme de Brunswick-Wolfenbüttel (1771 - 1815) e de Maria de Baden (1782 - 1808) herdou do ducado à morte do seu pai mas sendo menor a regência foi confiada ao príncipe de Gales, Jorge de Inglaterra, que também era regente do Reino Unido e príncipe de Hanôver.
Carlos II estava em Paris aquando das Três Gloriosas e apressou-se a entrar nos seus Estados onde declarou não admitir qualquer tentativa de revolta, pelo que a 6 de setembro, quando se dirigia ao teatro, foram-lhe lançadas pedras e no dia seguinte a população revoltou-se e atacou o palácio. O duque consegui fugir, mas o palácio foi destruído.

## De Carlos II a Guilherme VIII
Quando o seu irmão mais novo, Guilherme chegou a Brunsvique foi aclamado pelo povo e proclamou-se Tenente-General. Um ano depois a Dieta germânica reconheceu-o duque - usou o nome de Guillaume VIII (Guilherme VIII) de Brunsvique - e declarou Carlos II incapaz de reinar.
Depois de várias tentativas diplomáticas ou pela força para retomar o que havia perdido, Carlos II refugiou-se em Paris. Linguista distinto, cavaleiro emérito era grande amador de música e um investidor prudente, o que lhe permitiu acumulou uma fortuna imensa.
Em 1858, disputou e perdeu contra o campeão americano Paul Morphy a célebre partida de xadrez conhecida pela Partida da Ópera  por ter tido lugar no seu camarote da Ópera de Paris durante uma apresentação de O Barbeiro de Sevilha.

## Oferta a Genebra
Na altura da guerra de 1870 instalou-se em Genebra onde morreu em 1873 e por testamento legou à cidade uma importante soma de dinheiro com a obrigação que lhe fosse construído "num local eminente e digno""  um mausoléu pelo que a vila mandou edificar o Monumento de Brunsvique.
Carlos II é a inspiração da personagem principal do romancista Élémir Bourges em Crepúsculo dos Deuses.

## Títulos
- 30 de outubro de  1804 – 16 de outubro de 1806: Sua Alteza Sereníssima o duque Carlos Frederico de Brunsvique-Volfenbutel.
- 16 de outubro de 1806 – 16 de junho de 1815: Sua Alteza o Hereditárias Duque de Brunsvique.
- 16 de junho de 1815 – 9 de setembro de 1830: Sua Alteza o Duque de Brunsvique.
- 9 de setembro de 1830 – 18 de agosto de 1873: Sua Alteza Carlos, Duque de Brunsvique.